# Karangsekar
Karangsekar is een bestuurslaag in het regentschap Rembang van de provincie Midden-Java, Indonesië. Karangsekar telt 1225 inwoners (volkstelling 2010).